# Jean-Baptiste Collet (athlétisme)
Pour les articles homonymes, voir Collet.
Jean-Baptiste Collet (né le 9 septembre 1984 à Addis-Abeba en Éthiopie) est un athlète français, spécialiste du lancer du javelot. 

## Biographie
Il remporte le concours du lancer du javelot lors des championnats de France 2017, avec la marque de 70,00 m.

## Palmarès
- Championnats de France d'athlétisme :
  - vainqueur du lancer du javelot en 2017

## Records
| Épreuve           | Performance | Lieu    | Date         |
| ----------------- | ----------- | ------- | ------------ |
| Lancer du javelot | 72,33 m     | Halluin | 25 juin 2014 |